# Dorfkirche Groß Grenz

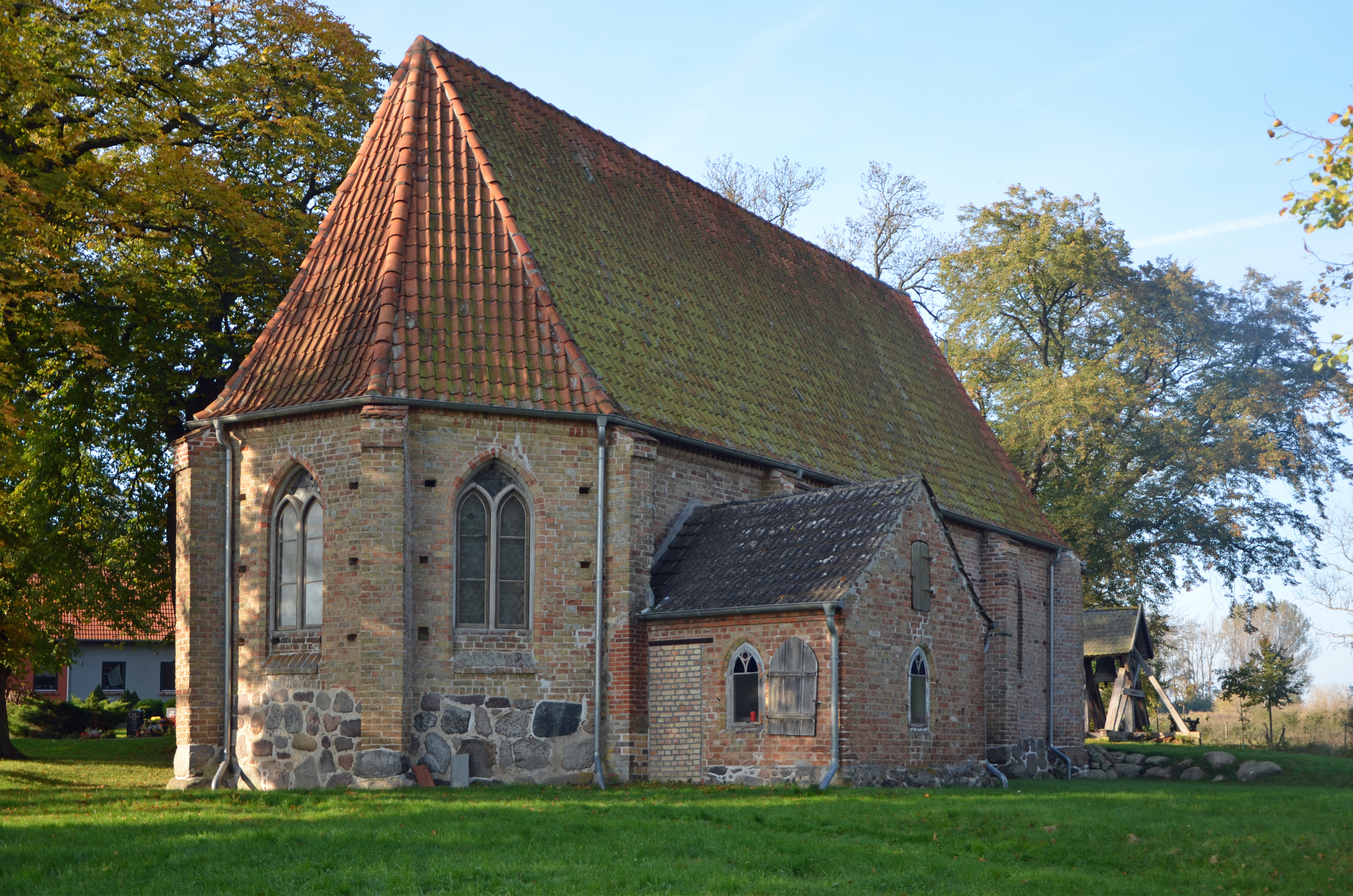
Kirche Groß Grenz

Die Dorfkirche Groß Grenz ist eine spätmittelalterliche Dorfkirche in der Gemeinde Bröbberow im Landkreis Rostock. Die Kirche gehört zur Evangelisch-Lutherischen Kirchgemeinde Schwaan in der Propstei Rostock im Kirchenkreis Mecklenburg der Evangelisch-Lutherischen Kirche in Norddeutschland (Nordkirche).

## Geschichte und Baubeschreibung

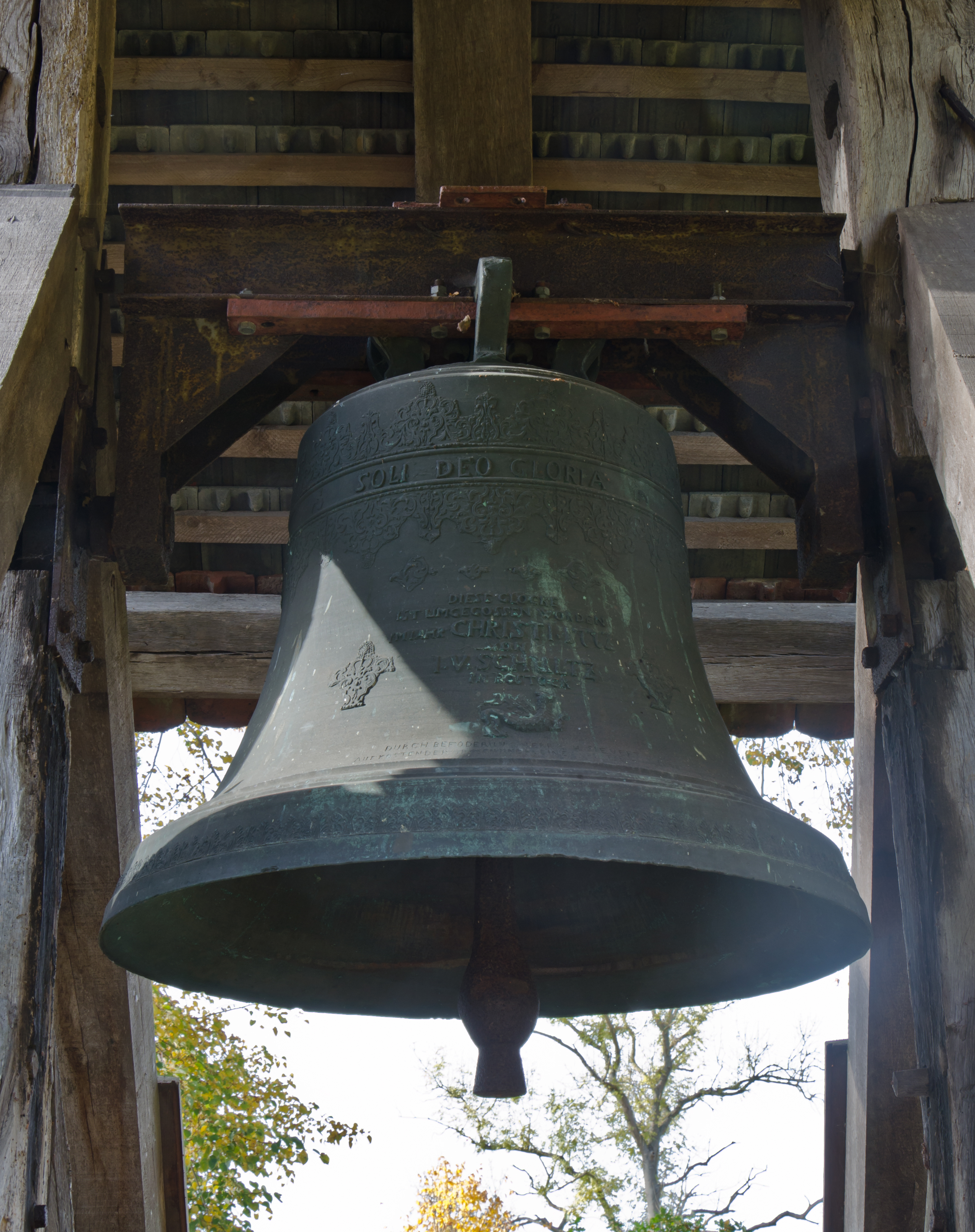
Glocke von Groß Grenz

Die Dorfkirche Groß Grenz wurde im 14. Jahrhundert erbaut. Sie ist eine einschiffige, gotische Kirche mit einjochigem Chor. Der Chorschluss im Osten wird durch ein geteiltes Achteck gebildet. Die Nord- und Südwände sind mit Strebepfeilern bewährt.
Die Gemeinde Klein Grenz war Filiale von Groß Grenz.
Das Fundament des Bauwerkes besteht aus Feldstein, während die Mauern aus Backstein errichtet wurden. Seit dem 19. Jahrhundert gibt es an der Nordseite der Kirche eine Sakristei.
Der Dachstuhl stammt noch aus dem Mittelalter. Die Decke besteht aus Kreuzrippengewölben mit Rund- und Birnstabrippen.
Die Spitzbogenfenster besaßen ursprünglich Laibungen aus Formsteinen. Diese wurden durch Nachbauten aus Betonguss ersetzt. Die gusseisernen Fenstergitter sind neugotisch. Im Chorbereich sind rautenförmige Fenster aus Bleiglas erhalten, welche vereinzelt bemalt waren. Von dieser Bemalung sind heute nur noch kleine Reste erhalten.
Die Kirche besaß früher einen Turm mit einem achteckigen Spitzhelm und blendengeschmückten Schildgiebeln. Im August 1961 traten erstmals Risse im Treppengewölbe des Turms auf, welche sich rasch vergrößerten. Am 27. Oktober 1961 stürzte der obere Teil des Treppengewölbes ein und beschädigte den Turm im südöstlichen Bereich schwer. Mehrere Gutachter kamen zu dem Schluss, dass der Turm nicht zu reparieren war. Auslöser des Schadens war möglicherweise der nachträgliche Einbau der Turmtreppe, wodurch die Statik des Turms verändert wurde. 1962 wurde der Turm von Hand abgetragen und die Westseite der Kirche saniert. Der erste Gottesdienst nach dem Einsturz wurde am Karfreitag 1963 gefeiert.
Statt des Glockenturms wurde im gleichen Jahr ein hölzerner Glockenstuhl wenige Meter westlich der Kirche in Betrieb genommen. Die Glocke trägt die Inschrift "SOLI DEO GLORIA Diese Glocke ist umgegossen worden im Jahr Christi 1772 von I.V. Schultz in Rostock".

## Ausstattung
Die Kirche ist mit einem Kalkanstrich weiß angemalt. Unter diesem Anstrich kann man an einigen Stellen an Wänden und Decken historische Bemalungen erkennen.
Kanzel und Kirchenbänke stammen aus der Zeit um 1895. Der gleichzeitig entstandene Altar befindet sich im Chor und besitzt gotisches Maßwerk mit einer Bekrönung aus Bögen, Vierpass, Fischblase und Türmchen mit Krabben. Der Altartisch ist von einer hölzernen Altarschranke umgeben.
An der Nordwand der Kirche befand sich früher eine Triumphkreuzgruppe. Die beiden Assistenzfiguren, Maria und Johannes hängen noch an ihrem Platz. Der Christuscorpus wurde nach dem Ersten Weltkrieg durch eine Gefallenentafel ersetzt und befindet sich momentan im Bereich hinter dem Altar.
Die Tauffünte steht zurzeit nicht in der Kirche. Vermutlich befindet sie sich im Stadtmuseum Güstrow.
Auf der Südseite des Chores sind direkt neben dem Portal drei glasierte Formziegel in die Wand eingelassen. Auf dem linken ist ein Greif abgebildet, während auf der mittleren und rechten jeweils ein Löwe abgebildet sind. Die Holzstatue rechts des Portals stellt den Reformator Martin Luther dar.
Die Orgel stammt vom Orgelbaumeister Friedrich Friese III aus dem Jahr 1868 und war seit Mitte der 1980er Jahre nicht mehr benutzbar. Dank privater Unterstützer konnte die Orgel 2012 durch Orgelbaumeister Bernd Kühnel instand gesetzt werden. Eine Veranstaltungsreihe mit professionellen Organisten wird derzeit vorbereitet.

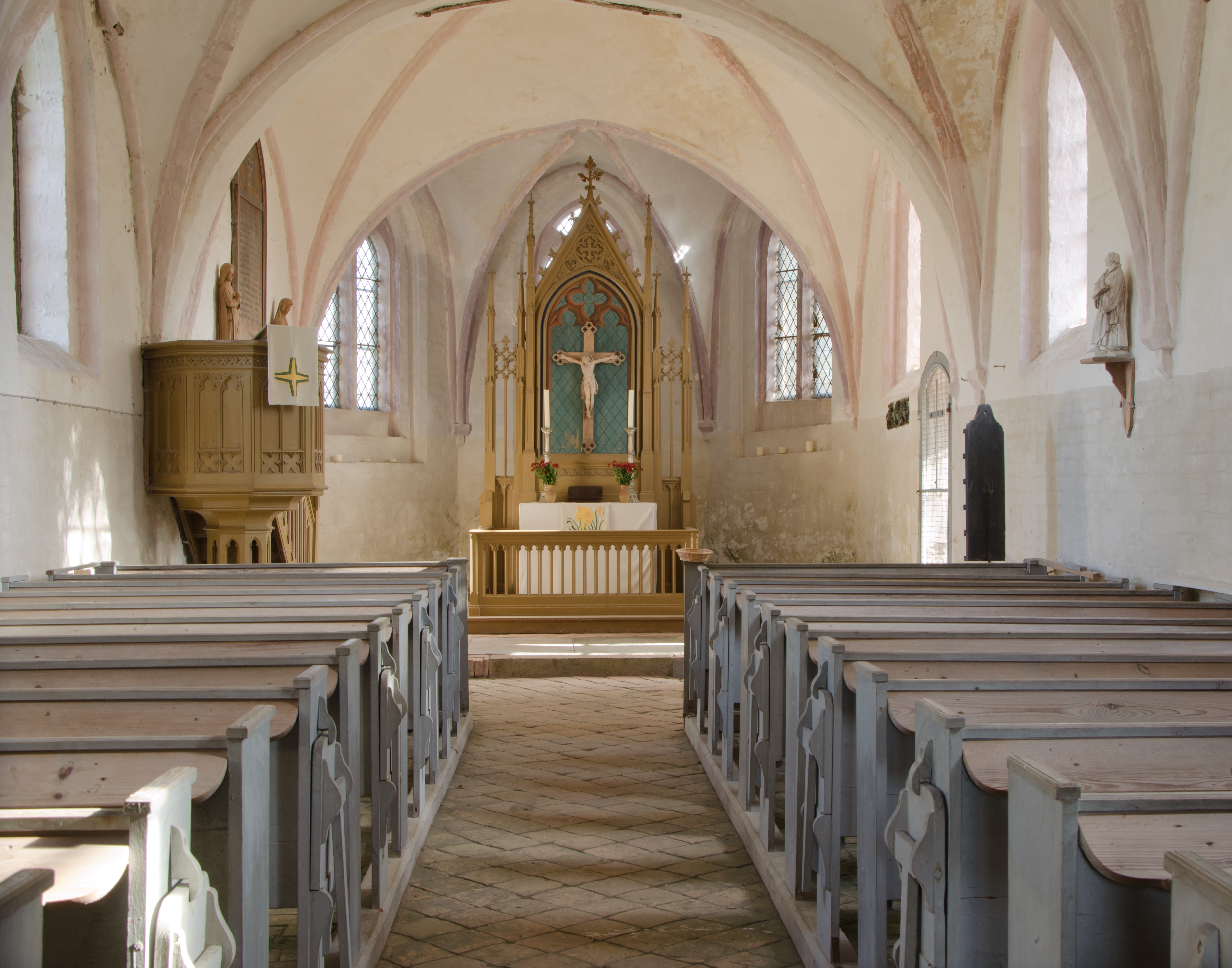
Innenraum der Kirche
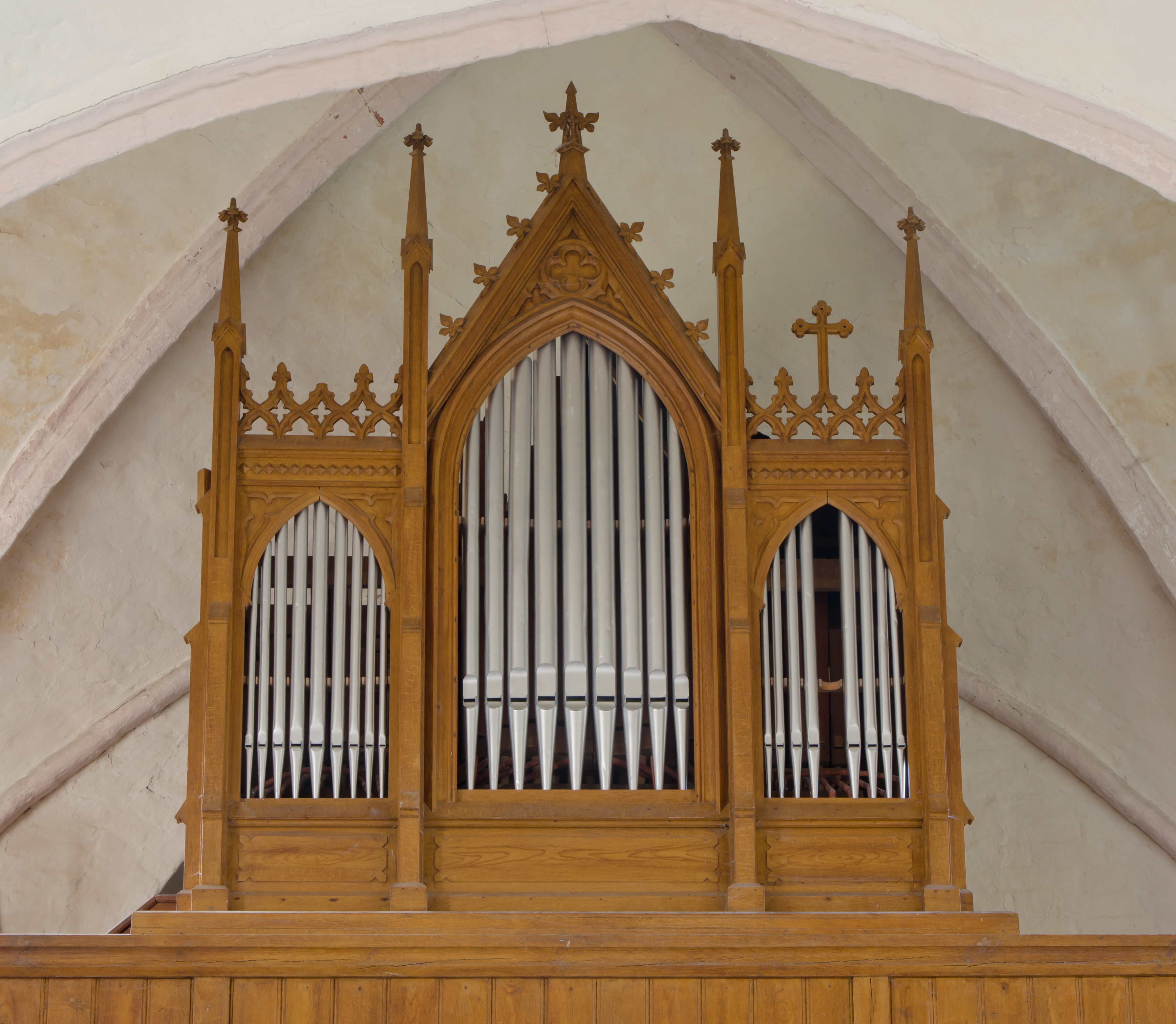
Orgel
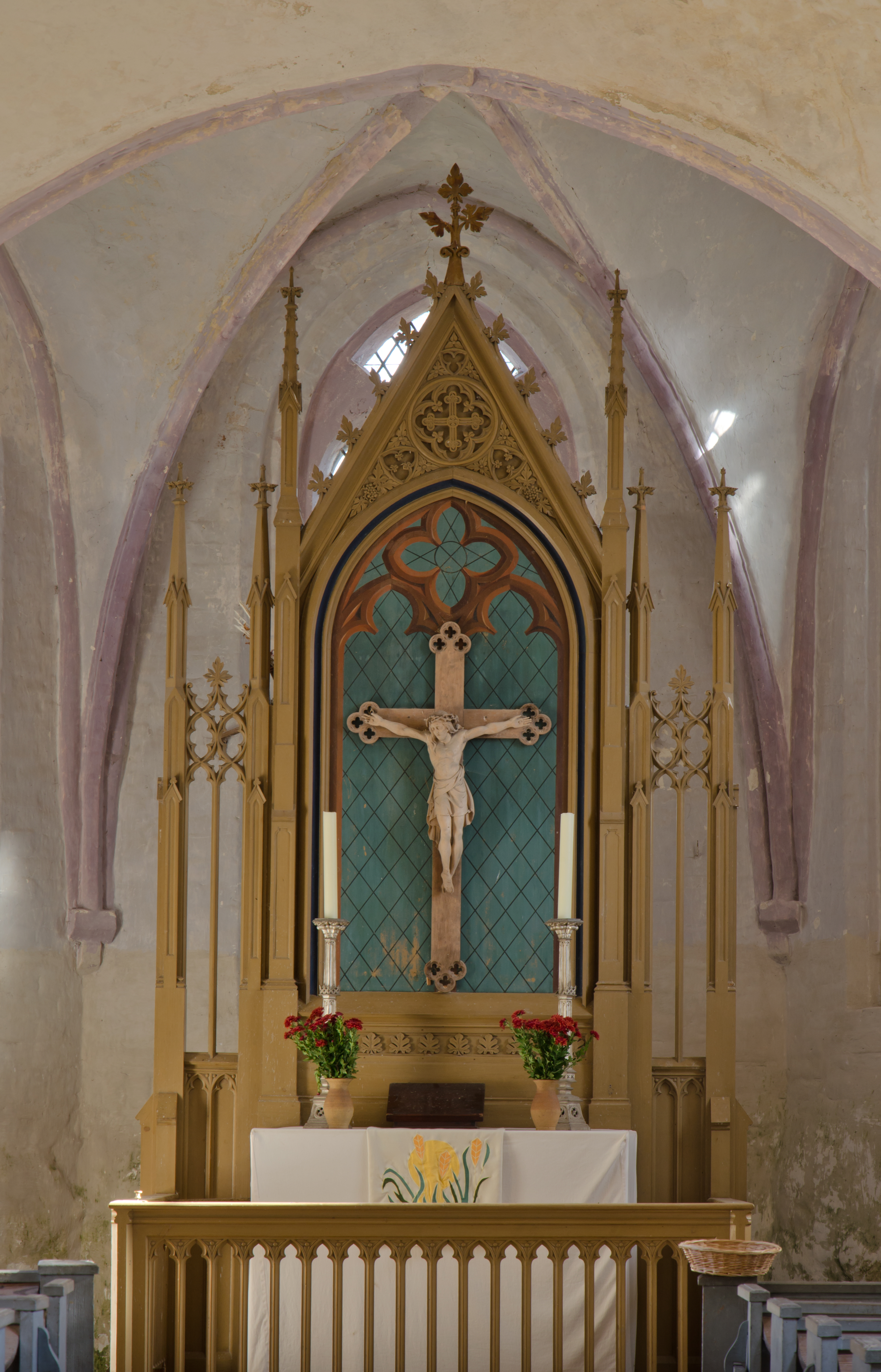
Altar
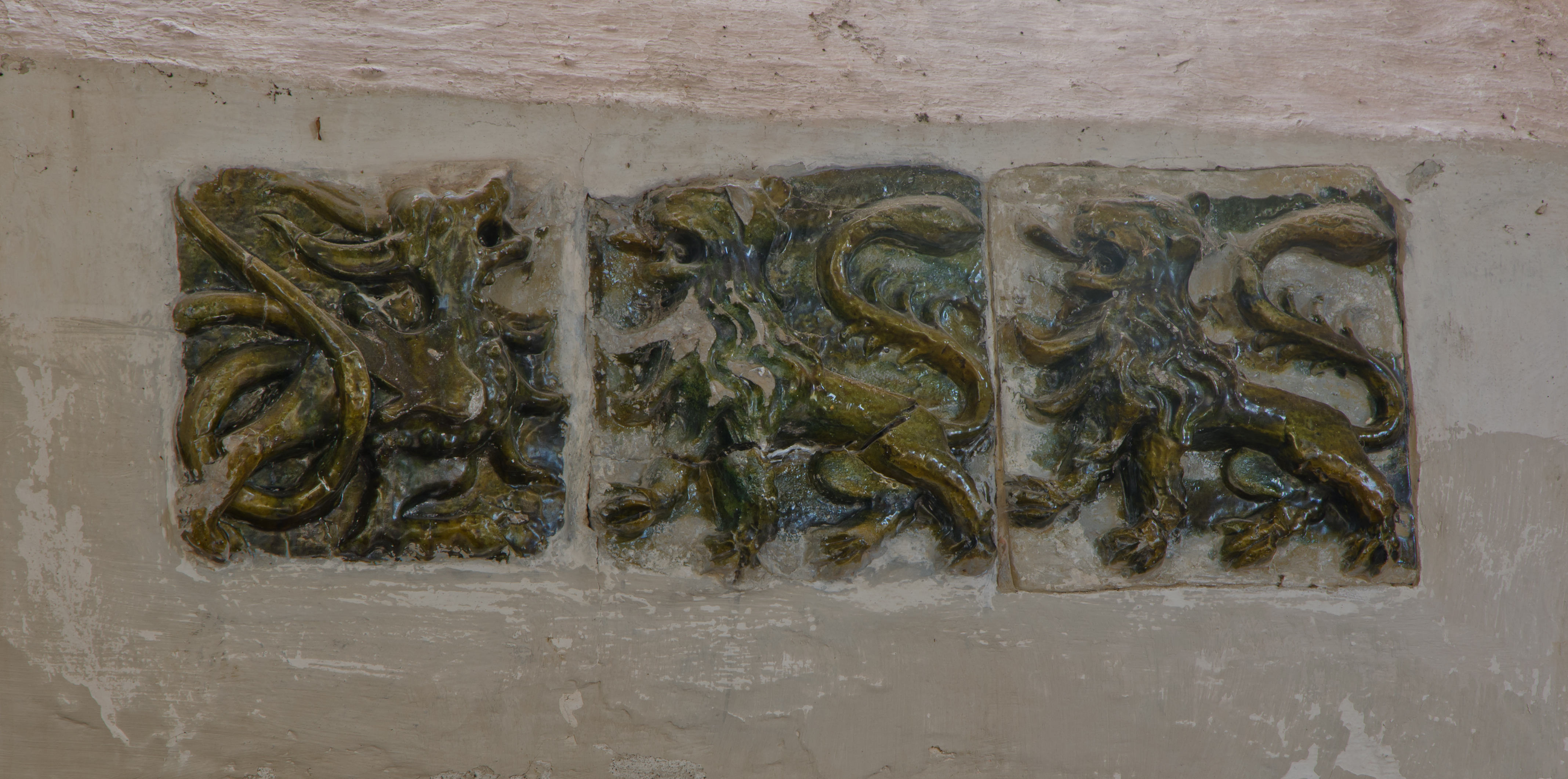
Formziegel

## Förderverein
Bei einer Zustandserfassung im Jahr 2009 wurden Schäden durch aufsteigende Feuchtigkeit festgestellt. Zur Vermeidung weiterer Schäden sind kostenintensive Sanierungsmaßnahmen erforderlich. Noch im gleichen Jahr gründeten Bröbberower Bürger den Förderverein zur Erhaltung der Dorfkirche Groß Grenz.